# Corybas kinabaluensis
Corybas kinabaluensis är en orkidéart som beskrevs av Cedric Errol Carr. Corybas kinabaluensis ingår i släktet Corybas, och familjen orkidéer. Inga underarter finns listade i Catalogue of Life.